# 2MASS J03202839−0446358
| 2MASS J03202839−0446358                                 | 2MASS J03202839−0446358  |
| ------------------------------------------------------- | ------------------------ |
| Beobachtungsdaten Äquinoktium: J2000.0, Epoche: J2000.0 |                          |
| Sternbild                                               | Eridanus                 |
| Rektaszension                                           | 03h 20m 28s              |
| Deklination                                             | −4° 46′ 36″              |
| Helligkeit (J-Band, gemeinsam)                          | (13,26 ± 0,02) mag       |
| Spektralklasse                                          | ca. M8.5 + T5±1          |
| Doppelsystem                                            |                          |
| Umlaufperiode                                           | (246,7 ± 0,5) Tage       |
| Alter                                                   | > (2,0 ± 0,3) Mrd. Jahre |
| Andere Bezeichnungen                                    |                          |
| 2MASSW J0320284−0446362 • 2MASSI J0320283−044635        |                          |

2MASS J03202839−0446358, auch kurz 2MASS J0320−0446, ist ein spektroskopisches Doppelsystem mit einer Umlaufperiode von 0,7 Jahren. Es besteht aus einem M- und einem T-Zwerg. Das Mindestalter des Systems wird auf rund 2 Milliarden Jahre geschätzt, die Mindestmasse der Komponenten auf 0,08 und 0,05 Sonnenmassen.